# Гай Лелий Мудрый
Гай Лелий Мудрый (лат. Caius Laelius Sapiens; 188—128/125 годы до н. э.) — римский политический деятель, военачальник и интеллектуал. С юных лет был ближайшим другом Публия Корнелия Сципиона Эмилиана и членом так называемого «кружка Сципиона». Участвовал в войнах в Африке и Испании, в своей политической карьере достиг консульства (140 год до н. э.). Лелий планировал провести аграрную реформу, но отказался от этих планов, боясь дестабилизации обстановки в Риме, и после начала движения Тиберия Гракха занял охранительные позиции.
Цицерон сделал Лелия действующим лицом ряда своих диалогов, в том числе «О дружбе» и «О старости».

## Происхождение и ранние годы
Гай Лелий принадлежал к плебейскому роду, незадолго до того вошедшему в состав сенатской аристократии. Его отец того же имени, будучи homo novus, стал ближайшим другом Публия Корнелия Сципиона Африканского и отличился в ряде кампаний Второй Пунической войны, а в 190 году до н. э. достиг консульства.
Возможно, ещё в детстве Лелий-младший познакомился со Публием Корнелием Сципионом Эмилианом, который был младше него на несколько лет и приходился Сципиону Африканскому внуком по усыновлению; во всяком случае, в 160-е годы они уже были такими же друзьями, как их отец и дед соответственно. До самой смерти Эмилиана Лелий был его неизменным спутником и единомышленником. Цицерон вкладывает в уста Гая Лелия такой рассказ:

Нет такого сокровища, которое я мог бы сравнить с дружбой Сципиона. В ней я нашёл согласие в делах государственных, в ней — советы насчёт личных дел, в ней же — отдохновение, преисполненное радости. Ни разу я не обидел его, насколько я знаю, даже каким-нибудь пустяком, и сам никогда не услыхал от него ничего неприятного. У нас был один дом, одна пища за одним и тем же столом. Не только походы, но и путешествия, и жизнь в деревне были у нас общими. Нужно ли говорить о наших неизменных стараниях всегда что-нибудь познавать и изучать, когда мы, вдалеке от взоров народа, тратили на это свои досуги?
— Цицерон. О дружбе, 103—104.
В собравшуюся вокруг Сципиона дружескую компанию входили также Луций Фурий Фил, Спурий Муммий, Публий Рупилий и другие молодые люди — как аристократы, так и люди с более низким происхождением. Их связывали общий интерес к греческой культуре и по-настоящему тёплые отношения, сохранявшиеся всю жизнь. Взаимоотношения внутри этого «кружка Сципиона» были совершенно неформальными вне зависимости от общественного положения отдельных его участников.
Эмилиан в течение всей своей молодости вёл странную для римского нобиля жизнь: не появлялся на форуме, не проходил военную службу, не выдвигал свою кандидатуру на низшие курульные должности и сосредоточился на интеллектуальных занятиях. Эту жизнь с ним разделял и Лелий. Так продолжалось до 151 года до н. э., когда ровесники друзей уже добились определённых успехов в карьере.

## Интеллектуальные занятия
Лелий с юных лет активно изучал право и интересовался философией; так, он слушал в юности стоика Диогена. При этом он вышучивал увлечение своего друга астрономией.
В 155 году до н. э. Рим посетили три афинских философа — академик Карнеад, перипатетик Критолай и стоик Диоген. Лелий вместе со Сципионом и Луцием Фурием Филом стал их постоянным слушателем. В дальнейшем выдающийся стоик Панетий поселился у Сципиона и стал постоянным членом его кружка; зять Лелия Гай Фанний по совету тестя ходил на лекции Панетия. Тем не менее Цицерон замечает, что Лелий не стал из-за общения с Панетием более суровым, что соответствовало бы стоическому учению; видимо, Марк Туллий не считал Лелия стоиком.
Вместе с друзьями Лелий покровительствовал талантливым литераторам, которые не пользовались успехом у широкой публики из-за её грубого вкуса. Так, в 165—160 годах до н. э. он поддерживал тесные дружеские отношения с Теренцием, в комедии которого, по слухам, и Лелий, и Сципион вставляли написанные ими самими фрагменты; однажды в день матроналий Лелий даже опоздал к праздничному столу из-за того, что работал над текстом «Самоистязателя».
Существовало мнение, что Лелий и Сципион ставят собственные пьесы, прикрываясь чужим именем, и Теренций не опровергал такие слухи, а скорее даже поддерживал: так, в прологе к комедии «Братья» он пишет, что такие слухи приятны для него, поскольку свидетельствуют, что его пьесы нравятся самым популярным людям Рима. Согласно Светонию, драматург действовал так, предполагая, что эти слухи нравятся его покровителям. Источники не сообщают о каких-либо попытках Лелия и Сципиона внести ясность в этот вопрос. Цицерон и Квинтилиан приводят данные о возможном авторстве двух друзей как нечто, могущее оказаться правдой, но недоказуемое; грамматик I века до н. э. Сантра доказывает, что Лелий и Сципион не могли написать приписываемые Теренцию пьесы из-за своего юного возраста. Некоторые исследователи предполагают, что Лелий и Сципион действительно могли быть подлинными авторами его пьес, но это мнение оспаривается без отрицания того, что Теренций мог получать советы и соглашаться с «чем-то вроде редактуры».
Ходили и сплетни о том, что Теренций состоял в любовной связи со своими патронами и именно поэтому после размолвки уехал в Грецию, где погиб, не дождавшись помощи и в полной нищете (160 год до н. э.). Светоний относится к этой версии с недоверием, говоря, в частности, что после Теренция остался сад в 20 югеров по Аппиевой дороге, а его дочь стала женой римского всадника. Сохранившаяся эпиграмма Порция Лицина о «развратной знати» и Теренции носит явно клеветнический характер.
В период после 146 года до н. э., когда Лелий вернулся из Африки, он сблизился с поэтом Гаем Луцилием, ставшим важным участником «сципионовского кружка»:
…Когда Сципион или Лелий, мудрец безмятежный,

И от народной толпы, и от дел на покой удалялись,

Часто любил он с ними шутить и беседовать просто,

Между тем, как готовили им овощей на трапезу.
В доме Лелия организовывались чтения «Сатур» Луцилия.

## Политическая деятельность

### Военная служба

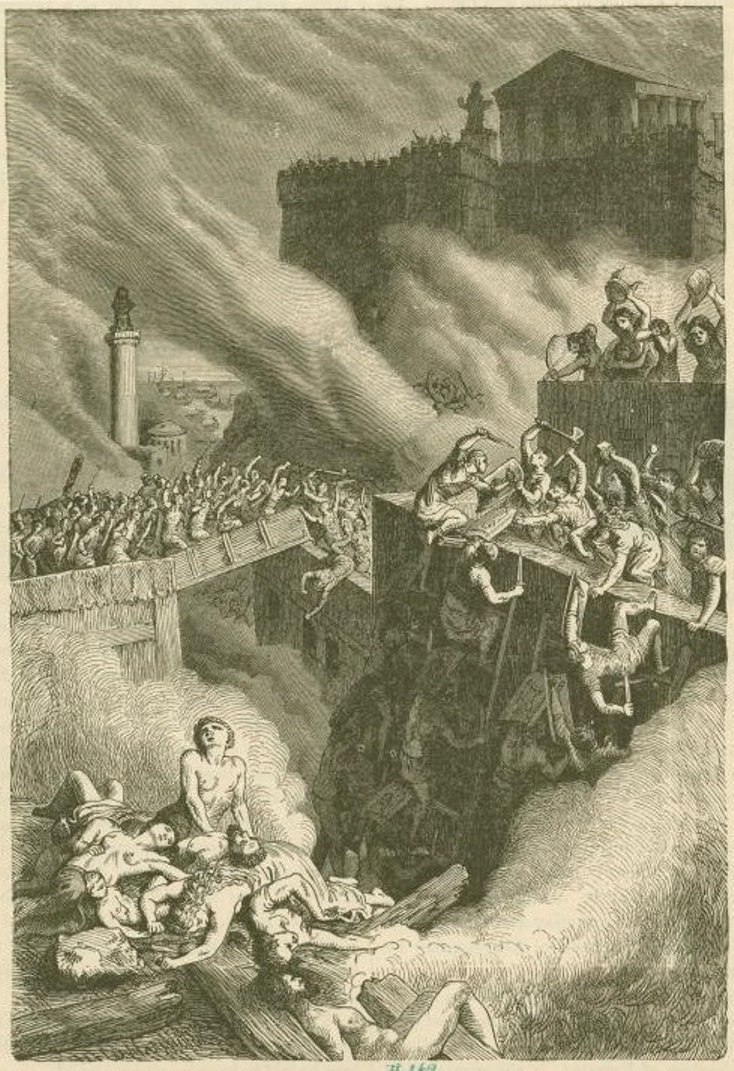
Штурм Карфагена (рисунок XIX века)

В 151 году до н. э. Сципион Эмилиан начал, наконец, карьеру, поступив на службу в испанскую армию. Возможно, Лелий отправился в Испанию вместе с ним и принял участие в войне с ваккеями. Может быть, в этом году он был народным трибуном.
Затем началась Третья Пуническая война (149 год до н. э.). Сципион Эмилиан участвовал с ней с самого начала как военный трибун, а Лелий впервые упоминается под 147 годом в качестве легата своего друга, ставшего консулом. Вместе с нумидийским царём Гулуссой Лелий вёл бои за Неферис; взятие этого города имело большое влияние на ход войны, так как Карфаген остался единственным очагом сопротивления, не получавшим ниоткуда ни военной помощи, ни продовольствия.
Когда весной 146 года до н. э. начался решающий штурм Карфагена, Лелий возглавил часть армии и смог ворваться в гавань Котон. В течение последующих шести суток была занята Бирса, и город пал. Ликование римлян по случаю этой великой победы и триумф Сципиона Эмилиана («самый блестящий из всех бывших») обеспечили Лелию претуру на следующий год, 145 до н. э.

### Претура
В дальнейшем Сципион был самым авторитетным политиком Рима, и это помогало Лелию добиваться высоких должностей. Но при этом влияние Сципиона ограничивалось сильной оппозицией в сенате, и поэтому, по словам исследовательницы Н. Трухиной, «его группировка никогда не „царствовала“ в курии и магистратуре». Так что и Лелию иногда приходилось терпеть поражения в своей политической карьере, несмотря на самую активную помощь друга.
В качестве претора Лелий выступил с умеренно консервативных позиций против законопроекта Гая Лициния Красса, предполагавшего выборы новых членов жреческих коллегий народным собранием. Лелий произнёс речь «О жрецах», признанную позже лучшей за всю его ораторскую карьеру, и отстоял традиционный порядок самовосполнения коллегий, сохранявший их аристократический состав. У Цицерона Лелий говорит об этом: «Его льстивую речь легко победил страх перед бессмертными богами, защитником которых был я». Возможно, именно во время спора с Лелием Красс увёл граждан с Комиция на Форум и впервые в истории римского народного собрания выступил, стоя лицом к плебсу; но это ему не помогло.
С полномочиями пропретора Лелий отправился в Ближнюю Испанию, где в предыдущие годы добился максимальных успехов вождь лузитанов Вириат; предшественник Лелия Клавдий Униман потерпел полное поражение, потеряв в битве почти всё своё войско. Лелий, согласно Цицерону, отличился в своей провинции: он разбил Вириата «наголову и настолько сломил его жестокость, что вполне мог передать ведение войны своим преемникам». Это были первые успехи римлян в Лузитанской войне; правда, в историографии считается, что Цицерон преувеличивает заслуги Лелия. Во всяком случае, следующий наместник Ближней Испании Гай Нигидий снова потерпел поражение.

### Консульство
В 142 году до н. э. Лелий выдвинул свою кандидатуру в консулы, но проиграл из-за предательства одного из своих друзей: Квинт Помпей, приняв участие в избирательной кампании Лелия, в действительности собирал голоса для себя. Он и стал одним из консулов 141 года до н. э. После этого Сципион Эмилиан в знак солидарности с Лелием разорвал все отношения с Помпеем.
Лелий всё же стал консулом годом позже. Его коллегой был патриций Квинт Сервилий Цепион.

### Проект реформ
От имени Лелия планировалось выдвинуть законодательные инициативы по улучшению положения мелких землевладельцев Италии, разработанные членами «кружка Сципиона». Сохранилось только одно упоминание этих инициатив у Плутарха без уточнения их содержания. Их датировки нет: речь может идти о трибунате Лелия (151 год до н. э.), о его претуре (145 год) или консульстве (140 год), при этом нет каких-либо существенных доказательств в пользу любого из вариантов. Слухи об ожидающихся реформах широко распространились и вызвали оппозицию со стороны знати. «Натолкнувшись на жестокое сопротивление могущественных граждан и боясь беспорядков», Лелий прекратил свою активность.

### Испанская проблема
Во время скандала 136 года до н. э., вызванного заключением Гаем Гостилием Манцином позорного договора с испанским городом Нуманция, Лелий в числе прочих доверенных лиц консула Луция Фурия Фила, входившего в «кружок Сципиона», добился привлечения к суду как Манцина, так и Квинта Помпея, заключившего не менее постыдный договор с тем же городом в 140 году. Манцин был осуждён, Помпей — оправдан. Позже Сципион Эмилиан отправился в Испанию, чтобы покончить с Нуманцией. Среди его спутников Лелий не упоминается.

### Лелий и Гракх
В отсутствие Сципиона (133 год до н. э.) в Риме развернул свою деятельность народный трибун Тиберий Семпроний Гракх. Этот честолюбивый политик участвовал в заключении Манцинова договора и, хотя не подвергался судебному преследованию, заметно охладел после этих событий к своему близкому родственнику Сципиону и его окружению. В союзе с рядом соперников и недоброжелателей Сципиона он «сделал то, на что в своё время не решился Лелий» — выдвинул проект аграрной реформы, предполагавший раздел между представителями сельского плебса части общественных земель, фактически присвоенных латифундистами.
Вначале эта инициатива могла получить поддержку от представителей «кружка Сципиона», включая Лелия. Однако уже скоро (возможно, после того, как Гракх лишил должности выступившего против него коллегу Марка Октавия) они примкнули к противникам трибуна, недовольные его радикальными методами, хотя при этом они и могли по-прежнему сочувствовать планам реформы. Тиберий Гракх был убит. В следующем году (132 до н. э.) Гай Лелий стал членом чрезвычайной комиссии, сформированной сенатом для расследования деятельности погибшего и наказания его сторонников. Именно к нему пришёл, чтобы получить прощение, советник Гракха Блоссий из Кум. У Цицерона об этом рассказывает сам Лелий:

…Он приводил в своё оправдание то обстоятельство, что он ценил Тиберия Гракха так высоко, что находил нужным исполнять всё, чего бы тот ни пожелал. Тогда я спросил его: «Даже если бы он захотел, чтобы ты поджёг Капитолий?» — «Никогда, — сказал Блоссий, — он не захотел бы этого; но если бы он этого захотел, то я повиновался бы ему». Вы видите, сколь нечестивы эти слова!
— Цицерон. О дружбе, 37.

### Последние годы
Вернувшийся из Испании Сципион тоже занял охранительную позицию. Когда гракханец Гай Папирий Карбон предложил узаконить переизбрание народных трибунов на следующий срок (131 год до н. э.), Сципион и Лелий добились отклонения этой инициативы народным собранием, впервые выступив против плебейской демократии. Следующие два года стали временем новой активизации политической борьбы, в которой Сципион и его сторонники, опиравшиеся на зажиточных граждан, оказались во главе «партии порядка», при этом потеряв свою популярность у народа.
В 129 году до н. э. Сципион Эмилиан внезапно умер. Начали распространяться слухи о его убийстве или самоубийстве, которые Лелий активно опровергал; высказываются предположения, что таким образом он хотел избежать скандала внутри семьи Сципионов, представители которой могли быть замешаны в случившемся. Лелий написал для племянника умершего Квинта Фабия Максима надгробную речь.
В качестве даты смерти Лелия указывают 128 и 125 годы до н. э.

## Лелий-оратор
Цицерон называет Лелия одним из двух лучших ораторов эпохи наряду со Сципионом Эмилианом, уточняя: «однако ораторская слава ярче была у Лелия». В отличие от своего друга, Лелий регулярно выступал в судах как защитник и поэтому имел больше ораторского опыта. Его «коротенькая, но блестящая» речь «О жрецах» удостоилась восторженных отзывов Цицерона, считавшего, что «нет ничего приятней этой речи, и невозможно о делах священных говорить возвышенней». Но при этом тот же Марк Туллий отмечает старомодность и неотделанность слога Лелия, слишком любившего старину, и говорит, что самая лучшая его речь не лучше любой из речей его друга.
Главными достоинствами ораторского стиля Лелия были изящество, приятность, мягкость, но ему не хватало силы и умения воодушевлять слушателей. Это показывает история, рассказанная Цицерону Публием Рутилием Руфом: защищая арендаторов дегтярни в Сильском лесу, обвинённых в убийстве (142 год до н. э.), Лелий дважды выступал с прекрасными, изящными, тщательно подготовленными речами, но консулы, выслушав его, оба раза приказывали продолжить следствие. Тогда он посоветовал своим клиентам обратиться к Сервию Сульпицию Гальбе, умевшему говорить более живо и убедительно. Тот «произнёс свою речь с такой силой и внушительностью, что каждый её раздел заканчивался под шум рукоплесканий. Таким образом… арендаторы в тот день были оправданы при всеобщем одобрении».
У Тацита в «Диалоге об ораторах» Лелий упоминается как один из древних ораторов, чьё «нарождавшееся и ещё не достигшее зрелости красноречие… не было лишено кое-каких изъянов».
Отсутствие упоминаний о Лелии в более поздних античных текстах, называющих Сципиона Эмилиана без оговорок лучшим оратором эпохи, заставило Т. Бобровникову предположить, что своей славой Лелий обязан исключительно другу, из деликатности создавшему ему репутацию более талантливого человека, чем он сам.

## Значение деятельности
«Кружок Сципиона» во многом благодаря Лелию сделал большой вклад в развитие римской культуры. Здесь совершенствовался родной язык: «отцовское изящество», услышанное Цицероном в речи Лелии Старшей, перешло к дочерям последней — двум Лициниям; Теренций, возможно, при непосредственном участии Лелия, писал пьесы на прекрасной латыни; историки «кружка» перешли с греческого языка на латинский. Эллинофильство Лелия и прочих обогатило интеллектуальную жизнь Рима: Луцилий активно вводил в латинскую речь греческие слова, расширялось знакомство с греческой философией.
Сочетая образованность с консервативными взглядами, Лелий Мудрый стал «первым представителем того типа людей, который получил своё полное воплощение в друге Цицерона Тите Помпонии Аттике».
План аграрной реформы Лелия в историографии ставят в один ряд с преобразованиями Тиберия Гракха, так как их целью было возрождение мелкого крестьянства и сохранение полисного устройства Рима; таким образом, это была консервативная программа. «Кружок Сципиона» возглавлял лагерь умеренных реформаторов, но изначально присущий ему консерватизм усилился из-за радикальных методов Тиберия Гракха. Ориентируясь на старинную систему ценностей и на идею изначального превосходства знати, Лелий и его друг смогли отклонить ряд законов популяров, которые угрожали проникновением плебса в жреческие коллегии и усилением власти плебейских магистратов, добились сворачивания преобразований Тиберия Гракха, что было в интересах не только крупного, но и среднего землевладения. Следующий этап борьбы части римского общества за преобразования начался уже после смерти Гая Лелия.

## Личность

### Характеристика Лелия
Источники отмечают, что Лелий был красив и обаятелен. У него был очень ровный характер: «всегда одно и то же выражение лица и одно и то же чело». В этом отношении Цицерон ставит его рядом с Сократом. Лелий был благожелателен и ласков. Гораций упоминает его «ласковую мудрость». Мягкость Лелий сочетал с принципиальностью и безукоризненной честностью.
Агномен Sapiens (Мудрый) Лелий получил, согласно одному трактату Цицерона, за своё равнодушие к плотским удовольствиям, согласно другому — «не только по своей натуре и нравам, но и по образованию и учёности». Плутарх называет причиной его отказ от преобразований во имя сохранения мира в римском обществе, но истинность этого утверждения оспаривается.
В эпоху гражданских войн Лелия помнили как мудрого человека, своими советами помогавшего Сципиону Эмилиану управлять государством в часы внутреннего мира. Цицерон, предлагая Помпею в 62 году до н. э. союз, написал ему: «Ты, далеко превосходящий Африканского, легко согласишься объединиться со мной, немногим уступающим Лелию и в государственной деятельности, и в дружбе».
Лелий был любимым героем Цицерона, которому Квинт Муций Сцевола много рассказывал о своём тесте. Отношения между Лелием и Сципионом Эмилианом рассматриваются Марком Туллием как символ дружбы в соответствующем трактате, представляющем собой беседу Лелия с его зятьями. Другой трактат Цицерона, «О старости», написан в форме диалога Катона Цензора с Лелием и Сципионом Эмилианом.

### Семья
Плутарх пишет, что Лелий оказался очень удачливым в семейной жизни: «за всю свою долгую жизнь он не знал иной женщины, кроме той, которую взял в жёны с самого начала». Имя его жены неизвестно. В этом браке родились две дочери. Лелия Старшая вышла за Квинта Муция Сцеволу Авгура, консула 117 года до н. э. и выдающегося юриста, а Лелия Младшая стала женой Гая Фанния, консула 122 года до н. э. и историка. Известно, что, когда оба зятя Лелия претендовали на членство в коллегии авгуров, он поддержал Сцеволу, сказав в своё оправдание, что отдаёт предпочтение не младшему зятю (Сцевола был младше Фанния), а старшей дочери.
Внучка Лелия Муция стала женой ещё одного выдающегося оратора — Луция Лициния Красса. По этой линии праправнуком Гая Лелия был Метелл Сципион, тесть Помпея Великого.

## В художественной литературе
Гай Лелий действует в романе Милия Езерского «Гракхи».